# Il peggiore

## Lista de canciones
Il peggiore – 3:37 (Giambelli – Dagani, Erba)
Tutti in catene (feat. Ensi) – 3:12 (Giambelli, 
Vella – Lo Iacono
Io sono la moda (feat. Luchè) – 3:38 (Giambelli, 
Imprudente – Dagani, Erba)
La bara più grande del mondo – 3:38 (Giambelli – Dagani, Zangirolami)
Stupefacente (feat. G. Soave, Salmo) – 3:38 (Giambelli, Pisciottu, Soave – Lo Iacono)
Qualcosa non va – 2:46 (Giambelli – Dagani, Erba)
Sexy Line (feat. G. Soave) – 3:38 (Giambelli, Soave – Gallo)
- Datos: Q3795081